# Eburia pseudostigma
Eburia pseudostigma es una especie de escarabajo longicornio del género Eburia, tribu Eburiini, familia Cerambycidae. Fue descrita científicamente por Lingafelter & Nearns en 2007.
Se distribuye por República Dominicana.

## Descripción
La especie mide 18-22 milímetros de longitud. El período de vuelo ocurre en los meses de mayo, junio y julio.